# Atrocybe
Atrocybe — рід грибів. Назва вперше опублікована 1947 року.

## Класифікація
До роду Atrocybe відносять 2 види:
- Atrocybe loricellaeformis
- Atrocybe loricelliformis